# Лобу
Лобу (ест. Loobu jõgi) река је у Естонији која протиче северним делом земље преко територија округа Лане-Вирума и Харјума. Свој ток започиње као отока маленог језера на побрђу Пандивере неких 12 km југозападно од града Раквере, тече у смеру севера и северозапада и након 62 km тока улива се у Фински залив Балтичког мора недалеко од села Вихасо, на подручју националног парка Лахема.
Површина басена реке Лобу је 314 km², а укупан пад корита је 89,9 метара или у просеку око 1,45 метара по километру тока. Река Лобу нема већих притока, а све најважније притоке, међу којима су реке Јуру, Ораоја, Удрику и Ласна, прима са леве стране.
На око 10 km узводно од ушћа, код села Јоавески река Лобу протиче преко балтичког клинта и формира каскаду Јоавески коју чини 6 мањих водопада висине измеђи 0,5 и 1,1 метара.